# Seriata
Bei den Seriata handelt es sich um eine ehemalige Ordnung der Plattwürmer, die die Gruppen der Proseriata und der Tricladida in einem Taxon zusammenführte. Die Gruppe wurde von morphologisch arbeitenden Taxonomen wie Ulrich Ehlers und Beate Sopott-Ehlers aufgrund morphologischer Merkmale verteidigt, von anderen wie Klaus Rohde bestritten. Später haben genetische Analysen (Phylogenomik) klargemacht, dass beide Gruppen keine Schwestergruppen sind.

## Merkmale
Die Seriata haben ihren Namen von den seriell angelegten Gonaden, durch die sie von den übrigen Strudelwürmern unterschieden wurden. Wie die meisten Plattwürmer haben sie einen abgeflachten Körperbau. Als mögliche Synapomorphien wurden angegeben: a) röhrenförmiger (tubiformer) Pharynx, der in Ruhestellung in einer Pharynxtasche im Körper verborgen ist, darin kraus eingefaltet ist und vorgestreckt werden kann („Pharynx plicatus“). Dieser ist gegen das Parenchym des Körperlumens nicht durch eine Basalmembran abgegrenzt. b) Besonderer Bau der Gonaden mit einzeln umhüllten Follikeln und Dotterdrüsen (Vitellarien).

## Systematik
Spätere morphologische Untersuchungen zeigten, dass die vermeintliche Zusammengehörigkeit der Gruppen anhand der morphologischen Merkmale vermutlich auf deren fehlerhafter Interpretation beruht. Vor allem aber zeigten Untersuchungen der Phylogenie auf der Basis des Vergleichs homologer DNA-Abschnitte keine Zusammengehörigkeit. Beide Gruppen gehören innerhalb der Platyhelminthes in das Subphylum Rhabditophora. Während aber die Proseriata darin relativ basal stehen, ergibt sich für die Tricladida eine abgeleitete Position, vermutlich als Schwestergruppe der Ordnung Prolecithophora. Ein Taxon Seriata existiert demgemäß nicht.